# Carmen Meléndez
Carmen Meléndez   (Barinas, 3 de novembre de 1961) és una política i militar veneçolana.

## Biografia
Meléndez va ser viceministra d'Educació del Ministeri del Poder Popular per a la Defensa. El 3 de juliol 2012, el president de Veneçuela, Hugo Chávez, la va promoure al càrrec de vicealmirall, on es converteix en la primera dona veneçolana a rebre aquesta distinció després d'haver estat comandant general de Personal de la Força Nacional Armada Bolivariana.
El 13 d'octubre del mateix any, és nomenada Ministra del Poder Popular del Despatx de la Presidència per Hugo Chávez i confirmada mitjançant decret nacional el dia 15. El 21 d'abril de 2013, durant un discurs nacional de ràdio i televisió, és reafirmada com ministra de Gestió de Govern Bolivarià de Veneçuela pel president Nicolás Maduro. El 3 de juliol de 2013 el president de la república l'ascendeix a almirall en cap i el 5 de juliol de 2013 és nomenada Ministra de Defensa, sent la primera dona que ocupa els dos càrrecs en la història de Veneçuela.
El 9 d'agost de 2017, és sancionada pel Departament del Tresor dels Estats Units d'Amèrica, immobilitzant béns en aquest país.
Pel 15 d'octubre de 2017, és triada governadora de l'estat Lara en elecció regionals.
Va dictar la càtedra «Logística Naval» al personal de guàrdies durant el semestre de l'any acadèmic 1990-1991.

## Càrrecs recents
- Cap d'Administració de Personal de l'Armada des de 2009 fins al 2010.
- Comandant Naval d'Educació de l'Armada des de 2010 fins al 2011.
- Comandant Naval de Personal de l'Armada des del 2011 fins al 2012.
- Viceministra d'Educació per a la Defensa des de juliol fins a octubre de 2012.
- Ministra del Despatx i Seguiment de la Gestió de Govern des d'octubre de 2012 fins al juliol de 2013.
- Ministra del Poder Popular per a la Defensa des de juliol de 2013 fins a l'octubre de 2014.
- Membre de l'Assemblea Nacional Constituent de Veneçuela de 2017, del 30 de juliol de 2017 fins al 15 d'octubre del mateix any.
- Governadora de l'estat Lara per al període 2017-2021.

## Sancions
Meléndez ha estat sancionada per diversos països i se li prohibeix l'entrada a la veïna Colòmbia. El govern colombià manté una llista de persones prohibides d'entrar a Colòmbia o susceptibles d'expulsió; a gener de 2019, la llista tenia 200 persones amb una «estreta relació i suport al règim de Nicolás Maduro».

### Estats Units d'Amèrica
El 9 d'agost de 2017, el Departament del Tresor dels Estats Units va imposar sancions a Meléndez per la seva posició a l'Assemblea Constituent de Veneçuela de 2017, on se li encarrega el comandament del govern del carrer.

### Canadà
El Canadà va sancionar a Meléndez el 22 de setembre de 2017 a causa de la suposada «ruptura de l'ordre constitucional de Veneçuela».

### Panamà
El 29 de març de 2018, Meléndez va ser sancionada pel govern de Panamà per la seva presumpta implicació amb «blanqueig de diners, finançament del terrorisme i finançament de la proliferació d'armes de destrucció massiva».